# ジェラール・ドゥカルージュ
ジェラール・ドゥカルージュ（Gérard Ducarouge、 1941年10月3日 - 2015年2月24日）は、フランス出身のレーシングカーデザイナー。

## 経歴

### マトラ
大学で機械工学を専攻し、1964年に航空機メーカー、ノール・アビアシオンのミサイル開発部門に入社する。
翌年、モータースポーツの分野に転向し、マトラ・スポールに加入。F3、F2およびスポーツカーなど数々のモータースポーツプロジェクトに参加し、マトラのル・マン24時間レース3連覇に貢献する。1974年のワークス活動停止に伴い、マトラを離れる。

### リジェ
その後、F1参戦を目指すエキープ・リジェに加わる。1976年用に設計されたJS5は、マトラ12気筒エンジンを使用し、ジタンのスポンサーなどマトラ時代とかかわりの深い組合せであった。エキープ・リジェは、F1参戦初年度ながら決勝レース最高位2位を獲得する。2年目の1977年は、空力を刷新したニューマシンJS7を投入、スウェーデンGPにてリジェはF1初勝利を挙げた。
1979年、マトラV12エンジンよりコンパクトで重量も軽量なフォード・DFVにエンジンを変更。地面効果を取り入れたJS11は成功作で、ジャック・ラフィットとパトリック・デパイユにより開幕2連勝を含めシーズン3勝を挙げた。1980年はJS11の熟成改良型であるJS11/15を投入し、2勝を挙げたリジェはコンストラクターズ・ランキング2位になった。1981年、リジェは再びマトラV12エンジンと契約し、JS17で2勝。しかし同シーズン半ばにオーナーのギ・リジェと仲違いを起こし、ドゥカルージュはチームを去った。

### アルファロメオ
同年、アルファロメオのワークスチーム「アウトデルタ」に加入した。デザイナーのマリオ・トレンティーノらと共同で1981年のマシン179の改良を行い、チーム初のカーボンファイバー製モノコックを開発した。1982年のマシン182は、第3戦アメリカ西GPにてポール・ポジションをチームにもたらした。
1983年から、アウトデルタがエンジン供給に専念し、チーム運営をF3で実績のあるジャンパオロ・パバネロ率いるユーロ・レーシングに委託することになる。レギュレーション変更でフラットボトム化された183Tは好調であったが、フランスGPの予選中にデ・チェザリスのマシンに搭載されていた消火器の中身が空だったことが判明。規定重量違反を問われ、ドゥカルージュは責任を取らされる形で解雇される。

### ロータス
1983年、ピーター・ウォーの招きによりロータスのテクニカルディレクターに就任する。当時のロータスは低迷期であり、前年の12月には、創設者のコーリン・チャップマンを失っていた。ドゥカルージュによれば、元々チャップマンの存命中からロータスへの誘いを受けており、チャップマンの急逝直前には「ポール・リカールでのテストを終えてイタリアに帰る飛行機を空港で待っていたところ、チャップマンに無理やりイギリス行きの便に乗せられ、ロータスのファクトリーで契約を迫られた」という。
ドゥカルージュは1983年のベルギーGP終了後にロータスへ合流し、短期間で製作された94Tは、ロータスにとって久々のポールポジションを獲得するなど、チームの復調に貢献した。しかし1987年の99Tではアクティブサスペンションの熟成に苦しむことになる。

### ラルース
1988年にロータスを離れ、前年よりF1参戦を開始していたラルースに移籍し、テクニカルディレクターを務める。1990年のマシンLC90は鈴木亜久里のドライブにより第15戦日本GPにてチーム最高成績である3位入賞を果たす。

### その後
1991年8月、シーズン途中で古巣のリジェへ移籍。10年ぶりの復帰であった。マネージング・ディレクターに就任する。翌年までフランク・ダーニーと共にJS37の開発を担当したが、当時の最強エンジンであるルノーV10を搭載しながら最高位5位と不振に終わり、失望したギ・リジェがチームを実業家のシリル・ド・ルーブルに売却し、グランプリから引退。ドゥカルージュも'93年用JS39の設計を最後にF1の第一線から退いた。
1994年からはマトラに、2003年から2008年まではヴェンチュリに所属した。
2015年2月24日、73歳で死去。